# Automóvil teledirigido

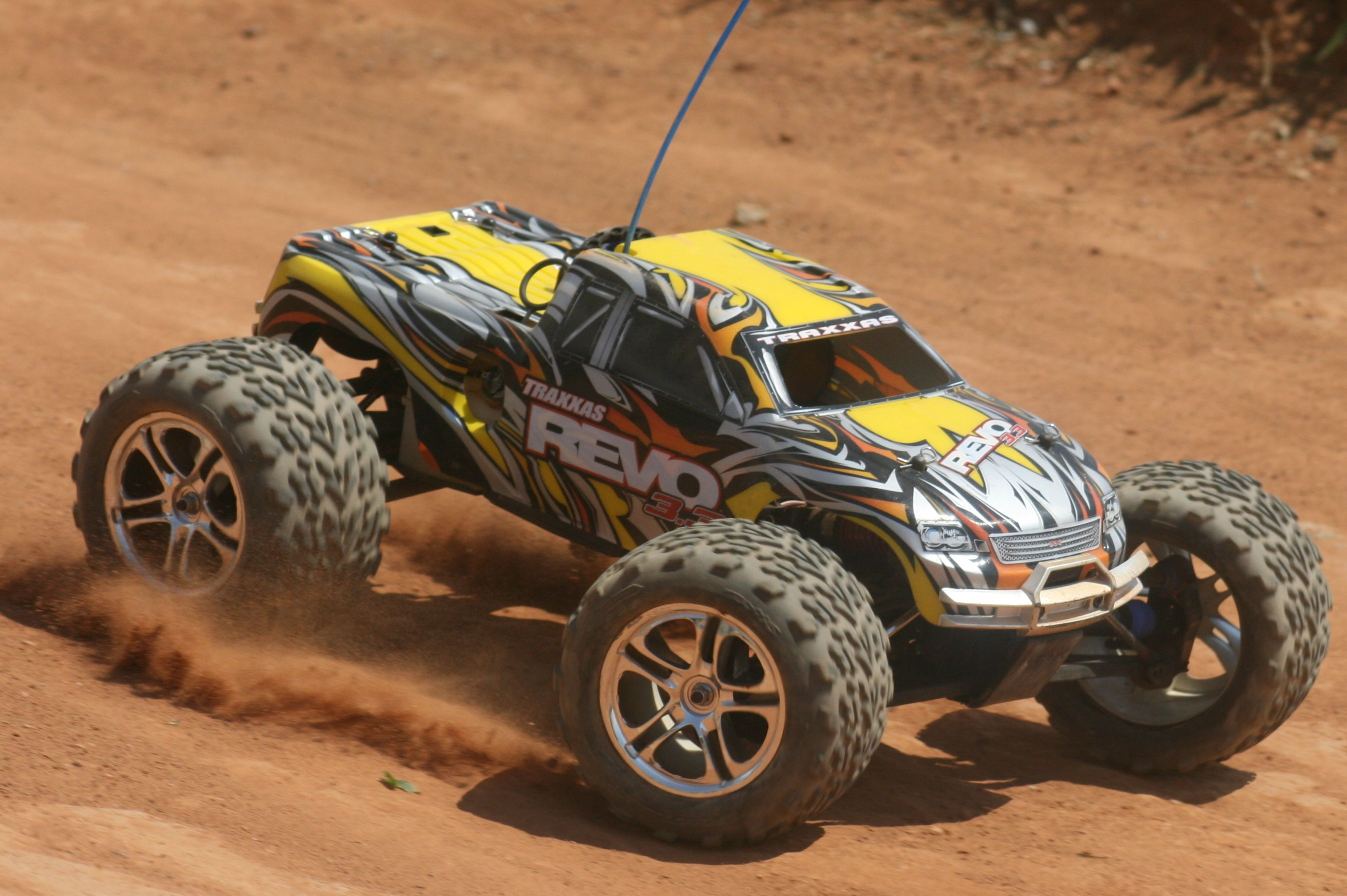
automóvil RC Traxxas revo 3.3. A combustión, off road y tipo monster truck

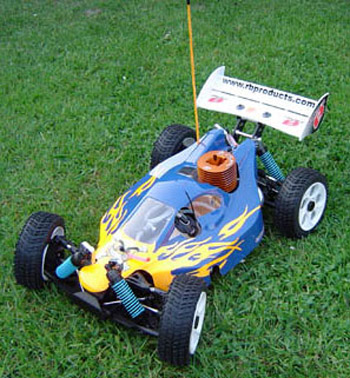
Coche teledirigido Hyper 8. Pertenece a la categoría de todoterreno y tiene un motor de combustión tipo glow.

Un automóvil teledirigido, también llamado automóvil dirigido a distancia, automóvil radiocontrolado o automóvil a control remoto, es un automóvil a escala que puede conducirse mediante un aparato de radio. Un automóvil teledirigido se puede utilizar para ocio o para competiciones automovilísticas; en este último caso, el automóvil precisa ser liviano, tener un motor potente, una buena distribución de masas y que tenga posibilidades de reglaje para adaptarlos a las diferentes pistas donde se corre con ellos.

## Introducción
Este tipo de vehículo se ha hecho cada vez más popular con el avance de la tecnología y su masificación. Existen desde juguetes hasta automóviles radiocontrolados profesionales empleados por adultos y jóvenes. Este artículo abarca mayormente los carros profesionales. Los vehículos profesionales pueden ser clasificados de diversas formas, entre las principales están:
- Tipo: motor eléctrico o a combustión
- Escala: se refiere al tamaño con respecto a uno real
- Tracción: si ejerce tracción con 2 ruedas (2WD) o con 4 (4WD)
- Categoría: básicamente si es de pista (on-road) o todoterreno (off-road)

Para ejercer la compra se deben observar cada uno de estos 4 puntos de elección y decidir de acuerdo a los gustos personales y presupuesto, ya que cada ítem presenta ventajas y desventajas que pueden variar dependiendo del futuro conductor.

## Tipos de vehículos

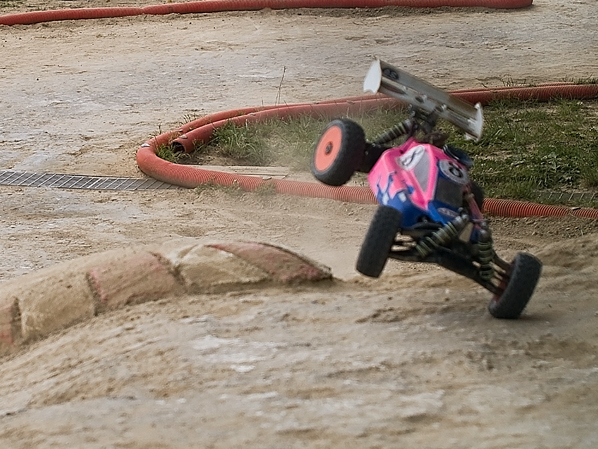
Un buggy todo terreno escala 1/8.

Los automóviles teledirigidos se pueden dividir según si utilizan un motor eléctrico o un motor de combustión interna para impulsarse. A su vez, ambas clasificaciones se pueden subdividir según la potencia del motor.

### Escala
Con el término escala se indica la relación que hay entre las medidas del vehículo real y el automodelo radiocontrolado en sus principales medidas técnicas, como la batalla, la vía y sobre todo la reproducción de la carrocería. De modo que un automodelo escala 1/n es n veces más pequeño que el vehículo real.
Las escalas oficialmente reconocidas por las federaciones de automodelismo radiocontrolado de vehículos con motor de combustión a nivel internacional son las siguientes:
- 1/4
- 1/6
- 1/8
- 1/10
- 1/16
- 12/32
- 123/3

Las más populares son las 1:8 y 1:10. Últimamente la escala 1/16 también se ha popularizado, pero con menor fuerza que las anteriores

### Tracción
Otro factor distintivo es el número de ruedas motrices. Solo hay dos configuraciones:
- Tracción normal. Cuando las ruedas motrices son dos, las traseras o las delanteras, y también se designa por las siglas inglesas 2WD (2 Wheels Driving).
- Tracción integral. Cuando las cuatro ruedas del automodelo son motrices, y también se designa por las siglas inglesas 4WD (4 Wheels Driving).

### Categorías
Un factor importante de distinción entre los automóviles teledirigidos es según si están diseñados para correr sobre asfalto o tierra, y si pueden soportar saltos sin dañarse. Las denominaciones utilizadas son Off road, On road, Monster, Drifting, Rockcrawling, Short Course, Bashers y Touring.
Las principales categorías, que están reconocidas por todas las federaciones internacionales son:
- Pista. Correspondiente al término inglés On-Road. En esta categoría existen las escalas 1/4, 1/5, 1/8 y 1/10. En las escalas 1/4 y 1/5 (Gran Escala) solo hay tracción 2WD; en la escala 1/8 la tracción es 4WD; mientras que en la escala 1/10 la tracción puede ser 2WD o 4WD.
- Todoterreno. Correspondiente al término inglés Off-Road. En esta categoría está la escala 1/8 con tracción 4WD, la escala 1/10 con 2WD y 4WD. Aunque, aparte de lo oficial, hay modelos de esta categoría de escala 1/6 solo para ámbito aficionado.

Pero también existen otras categorías y subcategorías como:
- Turismo
  - Rally. Solo reconocida oficialmente en países como Italia y España. Oficialmente, solo existen escalas 1/8 y 1/10.

### Tipo de motor
Existen dos tipos de motor el eléctrico y el de combustión que generan la principal diferencia entre los automóviles: los eléctricos y los de combustión. Los cuales tienen distintas características y que se señalan a continuación.

## Equipos disponibles en el mercado
El equipo necesario para manejar automóviles radiocontrolados puede ser de dos formas diferentes, como Kit o RTR:

- Kit: El vehículo viene desensamblado y necesita ser armado e incorporar las siguientes piezas, para completar el equipo:

1. Transmisor de radio
2. pack de baterías
3. Cargador de baterías, con detector de peak
4. Body o carrocería de lexan transparente y pintura
5. Motor eléctrico si el kit no lo incluye
6. Variador (o ESC) si el kit no lo incluye

- RTR: del inglés Ready To Run, listo para manejar. El automóvil viene listo para usarse en un 80% - 100 %. En este último caso no se necesitan artículos adicionales. Es común que se les adjunte un cargador muy simple y no se adjunten pilas AA para el transmisor.

- ARR: del inglés Almost Ready To Run, casi listo para manejar. De las mismas características que un RTR pero sin emisora (pistola)

## Modelos básicos
Según lo anterior se pueden nombrar seis tipos básicos de vehículos radiocontrolados:

1. Off-Road Buggies: Son simples y permiten andar sobre casi cualquier terreno. Por ejemplo Traxxas Bandit Extreme Sports XL-5 RTR.
2. On-Road Cars: Su suspensión es mínima ya que se utilizan solo en superficies lisas de asfalto o pavimentadas este tipo de coches cuentan con un motor 21 si es de la categoría 1:8 o en el caso de 1:10 cuentan con un motor 12 .los coches de pista buscan tener un gran agarre y alta aceleración para salir más rápido de las curvas también es necesario que cuenten con giro, para consegir esto es necesario renunciar en una pequeña parte al agarre en el tren trasero. Ejemplo serpent xray HPI Racing 1/10 E10 Drift Monster Energy 4WD 2.4GHz RTR
3. Monster Trucks: De grandes neumáticos y suspensión adaptada para correr en superficies en que los buggies no pueden. Poseen mayor [torque] que velocidad, lo que les permite subir cerros, y pasar por sobre obstáculos. Ejemplo Traxxas 1/16 E-Revo VXL 4WD Brushless 2.4GHz RTR
4. Stadium Trucks: Están diseñados para saltar y golpearse, porque tienen amortiguadores sobredimensionados y grandes neumáticos. Ejemplo Traxxas Rustler VXL Brushless Stadium Truck 2.4GHz RTR
5. Minis: Se caracterizan por su pequeño tamaño, poseen los mismos elementos que otros modelos pero de dimensiones menores. Ejemplo Associated 1/18 RC18B2 Brushless 4WD 2.4GHz RTR.

## Automóvil radiocontrolado a combustión

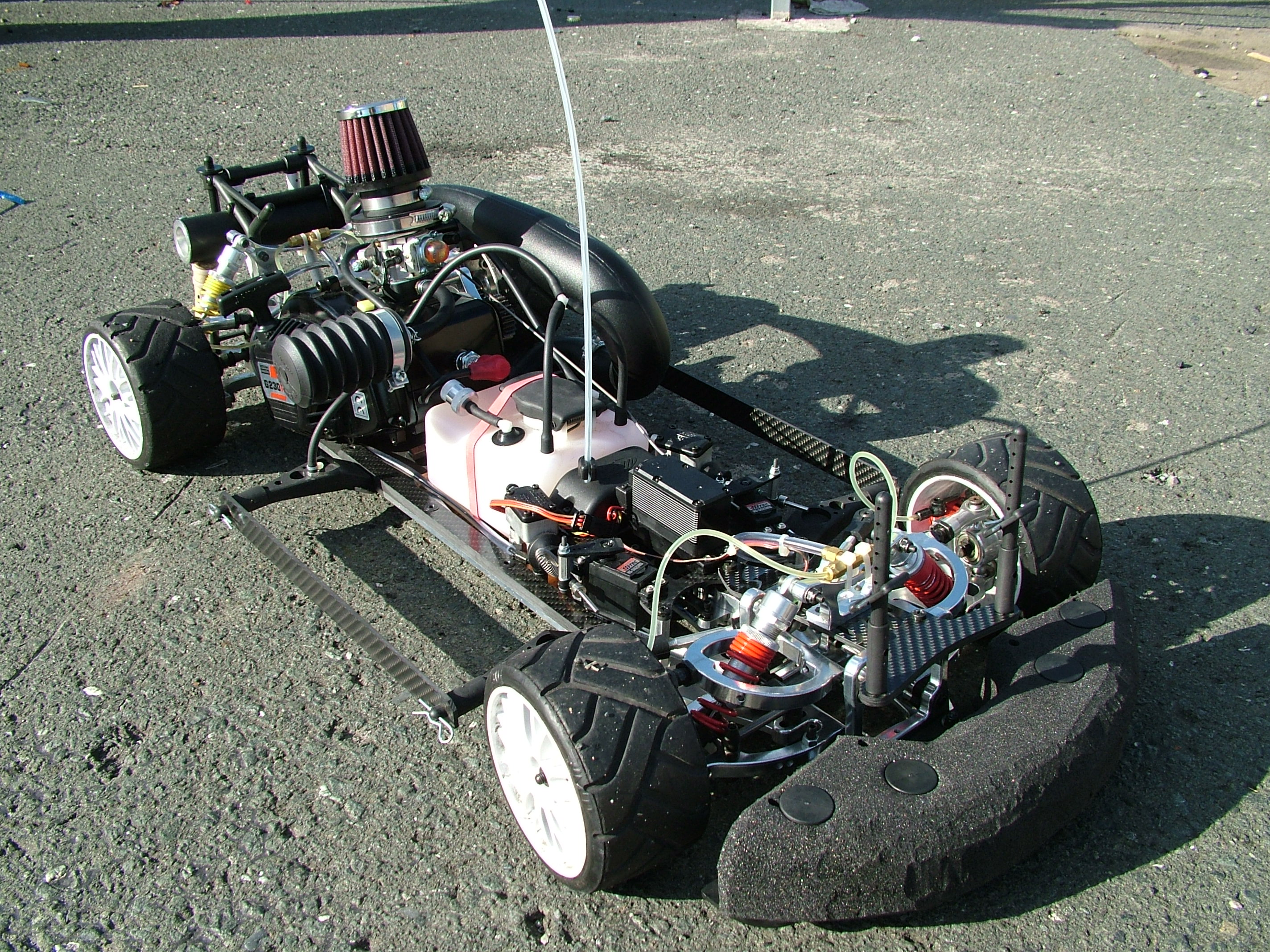
Automóvil RC a combustión

Cronológicamente son los primeros autos radiocontrolados, también denominados nitro. A pesar de su antigüedad también poseen ventajas y desventajas con respecto a los eléctricos.
- Ventajas: El sonido que emiten al correr y el olor a bencina da la sensación de realismo que son muy apreciadas. Al poder repostar las carreras pueden ser de mayor duración. Las carreras se ponen más interesantes ya que cada piloto decide cuando repostar
- Desventajas: El alto nivel de mantenimiento y los costos asociados a la bencina que se suma a la batería y cargador ocupados para gobernar la dirección. Puede ser frustrante que no parta por una carburación defectuosa.

Los autos radiocontrolados a combustión están formados por una serie de componentes:
1. Pistola
2. Receptor
3. Motor a combustión
4. starter
5. combustible
6. Baterías
7. cargador
8. servos

El combustible que emplean es especial, no es gasolina, parafina, bencina u otro, utilizan combustible a veces llamado nitro.

### Rodaje y carburación
El rodaje consiste en consumir unos 4 tanques de combustible de 125cc, cuando el motor es nuevo, con el fin de que las piezas se ajusten, antes de manejarlo por primera vez. La carburación consiste en encontrar la mezcla perfecta entre aire y combustible para lograr una combustión precisa. Equivocaciones en estos pasos puede afectar la vida útil del motor o fundirlo.

## Automóvil radiocontrolado eléctrico

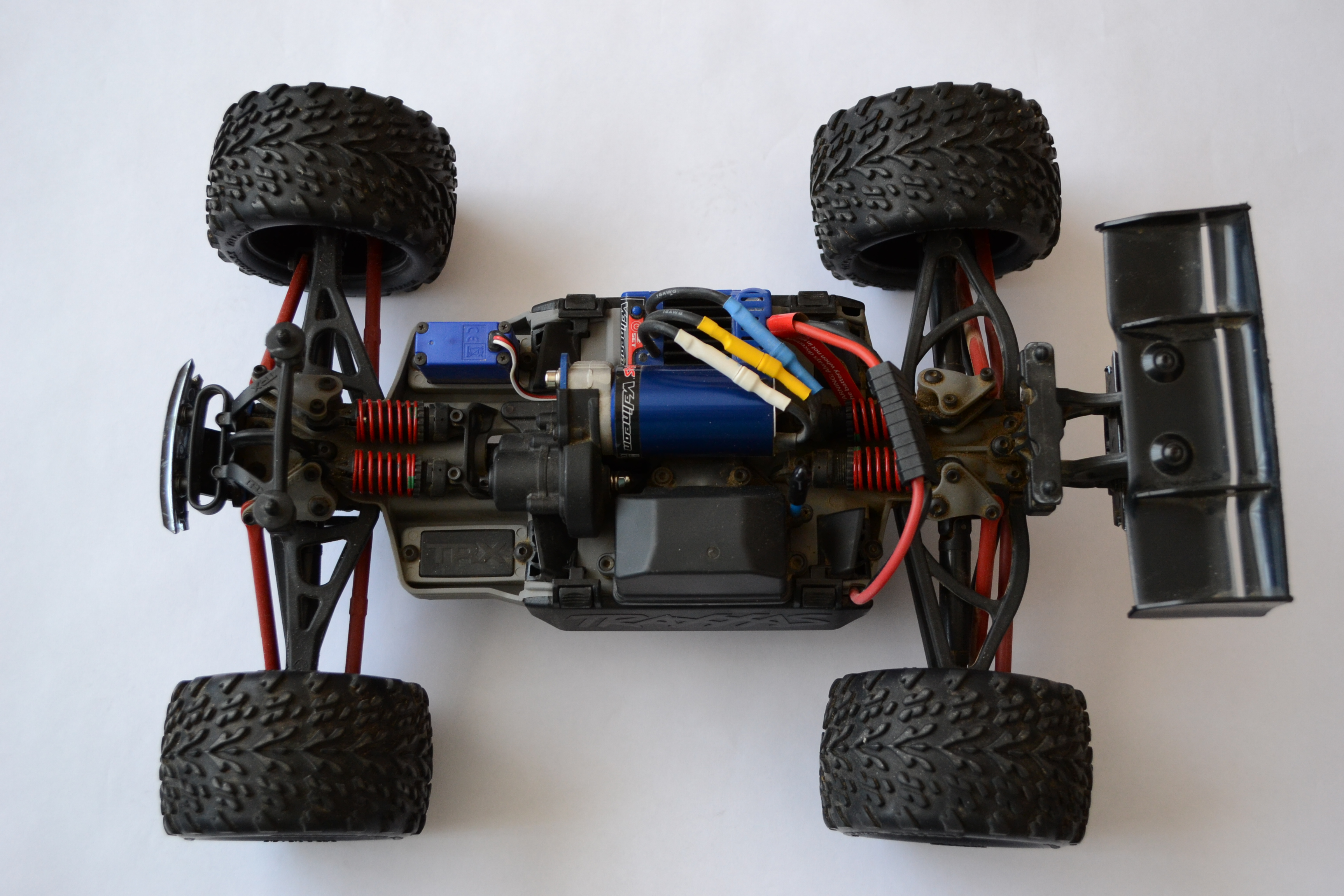
automóvil radiocontrolado eléctrico off-road

Son aquellos que utilizan un motor eléctrico para la tracción del vehículo. Poseen ventajas y desventajas con respecto a su par el auto radiocontrolado a combustión:
- Ventajas: Emiten muy poco ruido lo que para algunas personas es un punto a favor, requieren escaso mantenimiento
- Desventajas: Algunos consideran que no se logra un realismo adecuado al no sonar como los autos RC a combustión. Las baterías limitan el tiempo de manejo, lo cual no ocurre con los a gasolina.

Los autos radiocontrolados eléctricos están formados por una serie de componentes:
1. Pistola
2. Receptor
3. ESC
4. Motor eléctrico
5. Servo
6. Baterías
7. Cargador
8. Cuerpo y chasis

## Partes de autos radiocontrolados
A continuación se discuten los distintos componentes, algunos de ellos comunes a los dos tipos de autos radiocontrolados, pero cuyas características ideales son diferentes.

### Pistola o transmisor

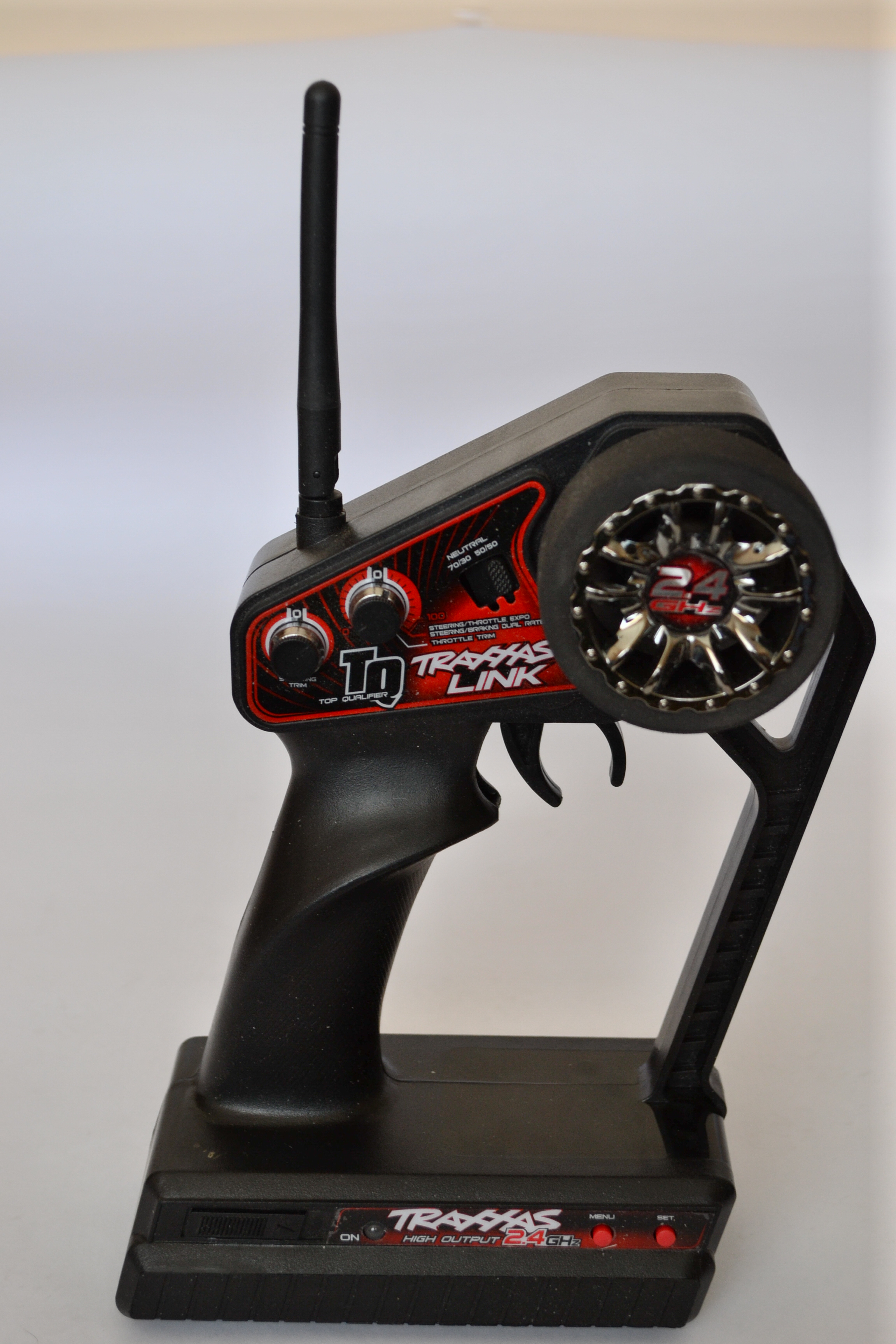
Transmisor de 2 canales con tecnología spread spectrum 2.4 GHz

Es común a ambos tipos de coches eléctricos y a combustible.
Es el mando a distancia o Emisora radiocontrol que utiliza la persona para comandar el vehículo. En modelos profesionales y semi-profesionales tiene forma de pistola. Se sujeta con la mano izquierda con la cual se acelera al presionar el gatillo y se frena o retrocede al alejar el gatillo de la persona. La característica básica es acelerar y frenar sin existir la habilidad de retroceder, dependiendo del receptor en el vehículo es posible tener opciones adicionales como retroceso, calibración de la dirección de las ruedas a través del control, entre otras. Para gobernar la dirección con la mano derecha se gira una rueda en un sentido u otro lo que hace que el auto doble a la izquierda o derecha (el sentido de giro y su acción es habitualmente programable). Para dirigir automóviles existen mandos baratos que suelen tener dos palancas y que se mueven con los pulgares y que habitualmente se ven el autos radiocontrolados de jugueterías.
Existen dos tipos de emisores(pistola) y receptores:
- AM: Actualmente en retirada en cuanto a autos radiocontrolados, pero ideales para alcanzar largas distancias en aeromodelismo (por lo general a mayor frecuencia es mayor la interferencia y menor el radio de cobertura. Frecuencias bajas del orden del MHz alcanzan distancias mayores a las del orden del GHz que está sujeta a interferencias. Tiene la desventaja que puede suceder que dos autos funcionen a la misma frecuencia y existan choques y pérdida de control del vehículo al recibir 2 o más señales válidas procedentes del dueño del vehículo y uno o más terceros. Para evitarlo las personas se ponen de acuerdo en que frecuencia utilizar, cambiando unos cristales de cuarzo del circuito resonante.

- Spread Spectrum. Es una tecnología que funciona emitiendo y recibiendo señales del orden del GHz. A pesar de que a estas frecuencias las interferencias ambientales (no debidas a otros autos) son importantes, la tecnología spread spectrum permite eliminar la necesidad de tener que estar preocupado de en que frecuencia están operando los demás, o eventualmente estar en solitario en off-road y que aparezca sin desearlo un tercero operando en el mismo canal. Se elimina también la necesidad de tener que cambiar los cristales, simplemente se enciende y el usuario se despreocupa ya que la frecuencia queda reservada. La desventaja teórica es que se consigue una distancia de máximo medio km (depende del modelo), en la práctica esta distancia es suficiente ya que a distancias mayores es muy difícil el contacto visual.

### Receptor
Es común a ambos tipos de coches eléctricos y a combustible.
Es una pequeña cajita de unos 5 cm x 5cm que contiene la electrónica necesaria para recibir la señal del emisor (usuario) y que se comunica con el servomotor para la dirección y el motor de tracción. Existen en AM, FM y spread spectrum (GHz)

### ESC
Solamente presente en coches eléctricos.
ESC del inglés Electric speed controller, también llamado variador. Es el aparato electrónico que se dedica a controlar la velocidad del motor eléctrico y recibir la señal del receptor en el vehículo que le indica acelerar, frenar o retroceder. Algunos ESC no tienen la opción de recibir una señal de retroceso, ya que en competición se le considera una característica inútil sobre todo en on-road (vehículos diseñados para andar en asfalto y que son muy bajos). En off-road es más apreciada.
Los ESC trabajan mediante pulsos de señales PWM, variados por los MHz de la frecuencia en que operan.

### Motor eléctrico

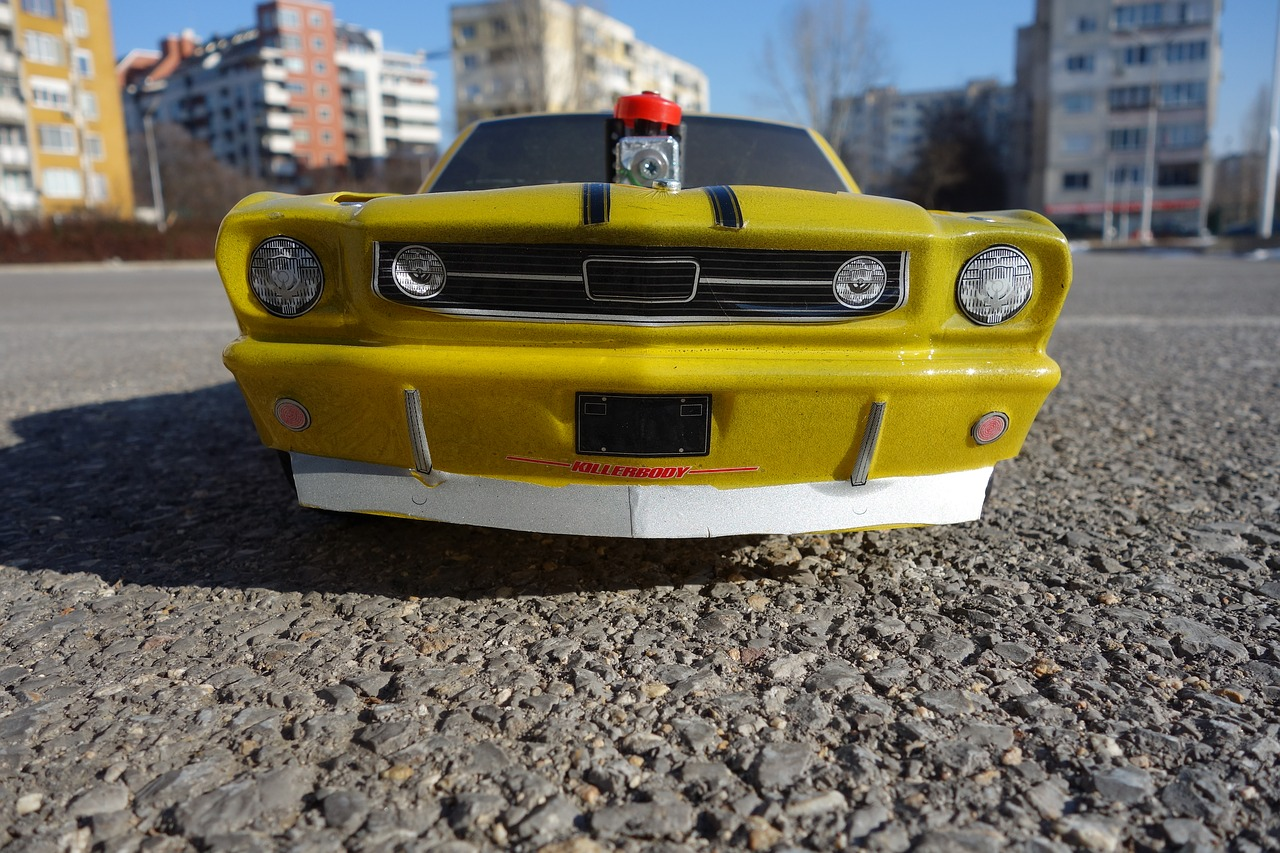
Rc-car-3921241 1280

Solamente presente en coches eléctricos.
Los motores eléctricos de Radiocontrol funcionan mediante corriente continúa, suelen funcionar a voltajes de entre 7.2V hasta 14.8V, incluso más en coches 1/8TT o Monster.
Los hay de dos tipos:
- Brushed: (escobillado) Son los motores que funcionan con en bobinado en el rotor, al que le llega la corriente mediante dos escobillas situadas en la parte trasera del motor, que aparte de introducir la electricidad en motor generan bastante rozamiento, perdiendo de esa forma eficiencia en motor y produciendo más temperatura. Su "potencia" se mide en las vueltas que lleve el cableado (12T, 17T, 21T...), a más vueltas más fuerza se á en el motor, y a menos vueltas más velocidad.

- Brushless: (Sin escobillas) Estos motores funcionan con el bobinado por el interior de la carcasa, dejando en el rotor únicamente imanes. Debido a que carecen de escobillas en el rotor estos motores son mucho más eficientes que los Brushed consiguiendo de ese modo un mayor rendimiento. Su "potencia" también puede medirse por las vueltas de bobinado, pero normalmente se suele medir por las vueltas/voltio que es capaz de girar (K/V), (2300KV, 4400KV, 5500KV, 8000KV...). A más KV mayor velocidad se á, mientras que a menos KV se á una mayor fuerza.

Ambos motores para funcionar necesitan estar conectados a un variador (ESC) que es distinto para el tipo de motor (Brushed o Brushless) y también dependiendo de su consumo, para motores Brushed se necesitará un variador de dos cables al motor, mientras que para un Brushless necesitarás un variador de tres cables al motor.

### Motor a combustión
Solamente presente en coches a combustión.
Las cilindradas de los motores de combustión utilizados en los automodelos se definen en función de las escalas.
- En los modelos de escala 1/4 y 1/5, los motores no pueden tener una cilindrada superior a los 23 cc. En este caso se trata de motores de explosión y que usan gasolina como combustible.
- En la escala 1/8 se permiten motores de un máximo de 3,5 cc.
- En la escala 1/10 se utilizan motores de 2,11 cc como máximo en la categoría Turismo y de 2,5 cc en la categoría Pista.

En estos dos últimos casos se trata de motores glow y usan como combustible una mezcla de metanol y nitrometano.
Estos últimos se caracterizan también por poder incorporar cambio automático de dos velocidades lo cual produce un curioso efecto parecido al cambio de un F1. Esto se puede ver en el siguiente vídeo donde se puede observar un coche 1/10 nitro mostrando este suceso. 
https://www.youtube.com/embed/KsBW9hLUFa8

### Engranajes
Los engranajes pueden encontrarse en el motor y los diferenciales. 
- Pinion gear y spur gear

Aquellos que se encuentran en el eje del motor denominado pinion gear y el contiguo a él, que va hacia la transmisión llamado spur gear. Pueden cambiarse por otros con número de dientes diferente para enfatizar la velocidad o el [torque].
Instalando un pinion gear de pocos dientes o un spur gear de con más dientes se incrementa la relación final de transmisión. Esto significa que se necesitan más rpm (revoluciones por minuto)del motor para una velocidad dada. Usando un engranaje de tasa numéricamente superior se incrementará el torque pero se reduce la velocidad máxima. Instalando un piñón con más dientes o un spur gear con pocos dientes se disminuirá la relación final de transmisión, aumentando el torque y reduciendo la velocidad máxima a obtener.
Sin embargo al instalar un piñón demasiado grande reducirá el desempeño del automóvil y puede sobrecalentar el motor y el variador de velocidad en los eléctricos.

En el manual de Traxxas para los modelos Slash VXL 4WD y E-Revo VXL escala 1/16 se define:
Relación Final de Transmisión = {\displaystyle {Dientes\,De\,Spur\,Gear \over Dientes\,De\,Pinion\,Gear}*5,04}
- Diferenciales

Los diferenciales son el conjunto de engranajes que se comunican con las ruedas y transmiten la tracción del motor hacia las ruedas. En una línea recta las ruedas del lado izquierdo y derecho giran a la misma velocidad pero cuando se toma una curva las ruedas internas a la curva deben girar más lento que las externas que recorren más distancia y por lo tanto deben girar más rápido. Para esto existen los engranajes llamados diferenciales. En la primera figura se muestra el diferencial libre cuando el automóvil viaja en un camino recto. En el segundo se muestra el caso extremo de una rueda bloqueada sin girar mientras la otra lo hace. El caso intermedio que se da en curvas hace girar a distintas velocidades una rueda con respecto a la otra.

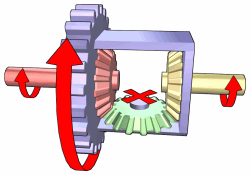
Diferencial libre

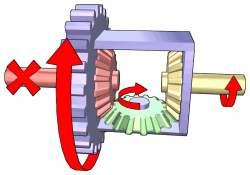
Diferencial con una rueda bloqueada sin girar

### Servo
Es común a ambos tipos de coches eléctricos y a combustible.
Existe un servomotor que recibe las señales del receptor y que mueve la dirección de las ruedas delanteras para hacer girar el auto a la izquierda o derecha. En modelos eléctricos de escalas pequeñas 1/16 existe un solo servomotor para la dirección, aunque se puede añadir un segundo. En escalas 1/8 suelen tener 2 servomotores para tener la fuerza suficiente para mover las ruedas.

### Batería

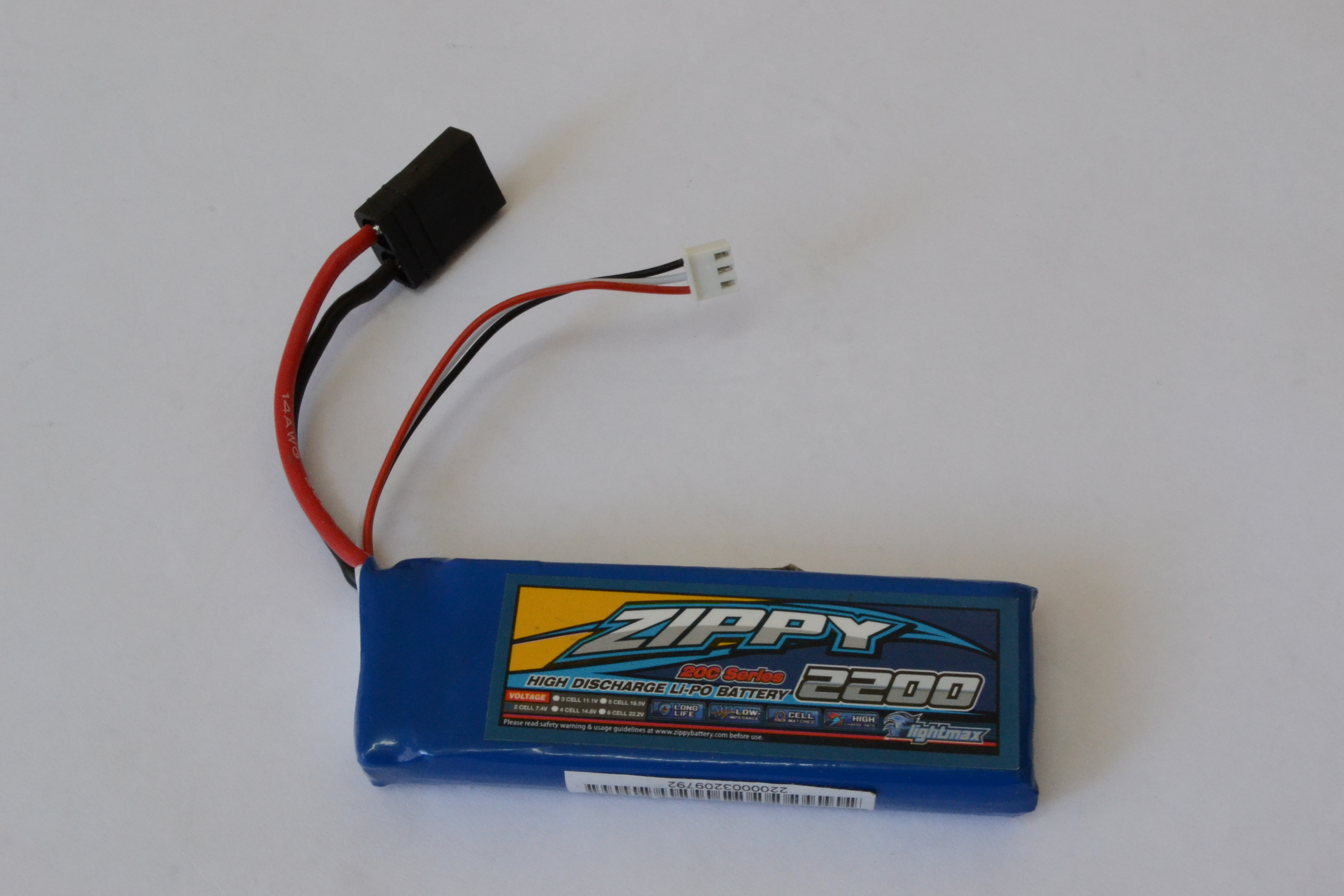
LIPO zippy

Es común a ambos tipos de coches eléctricos y a combustible.
Son de distinto tipo:
- NiCd: En desuso debido al efecto memoria
- NiMh: En uso por su ventaja de ser inmune a ambientes húmedos si lo señala el fabricante y por ser más barata que las LiPo en algunos casos. Tiene efecto memoria pero reducido
- LiPo: Actualmente es la batería más popular y también la más cara. Explota si es perforada o cargada sin un cargador especializado. Es más liviana que las NiMh y puede hacer más trabajo que las NiMh. Los Watt/Kg ofrecidos son superiores a las NiMh. Una Lipo esta compuestas por varias celdas, cada una de las cuales nunca debe bajar de 3 v. De hacerlo la celda y por lo tanto la batería completa quedará inutilizable y se deberá comprar una nueva. El auto debe proveer de un circuito especializado llamado protección de voltaje bajo, para apagar el auto al llegar cerca de 3 V.

#### conectores

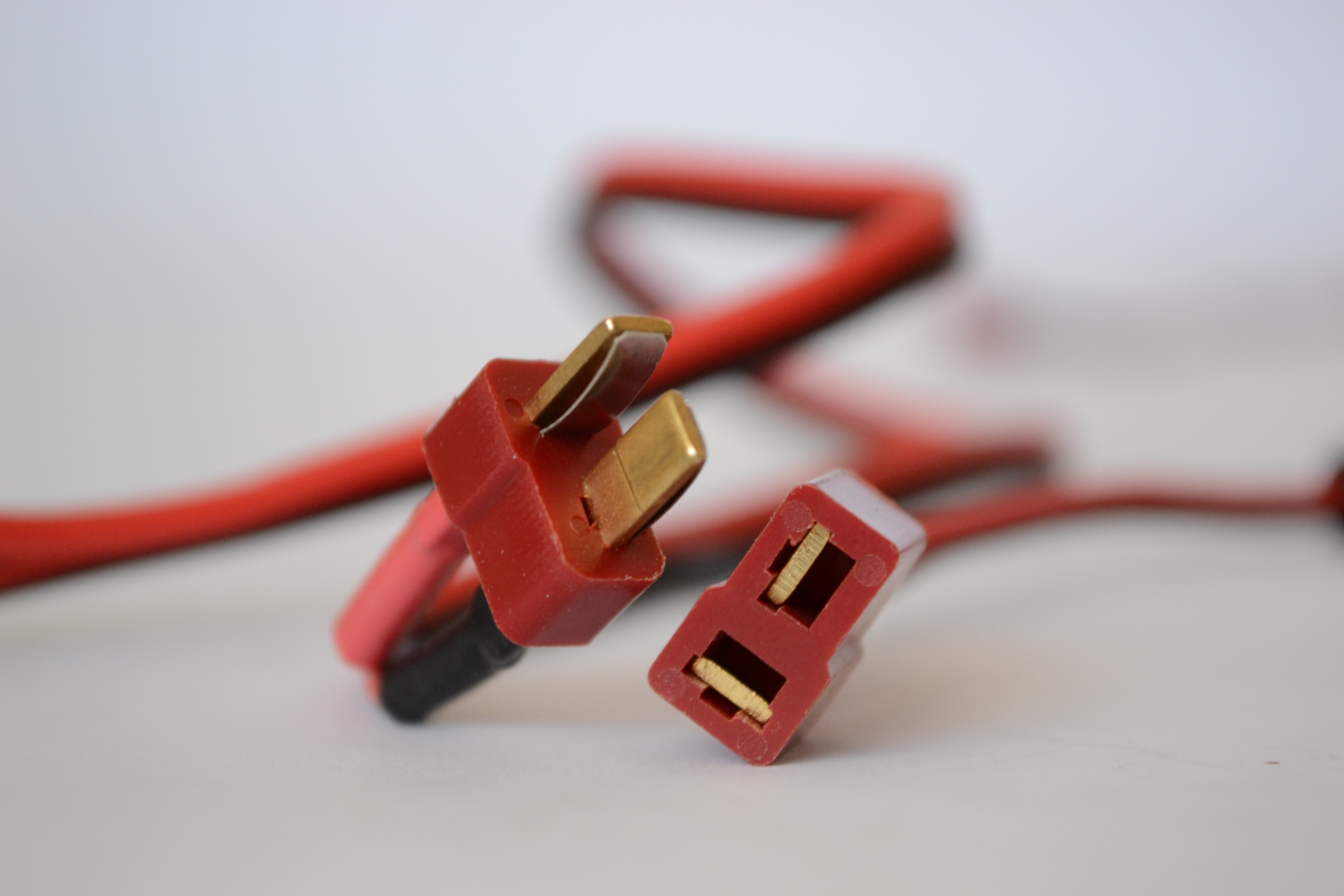
conector deans ultra plug

Las baterías se deben conectar al automóvil usando un conector. Existen de distintos tipos entre los cuales se pueden señalar:
- Deans
- traxxas
- XT60
- EC3
- EC5
- Bananas
- Otro conector muy popular es el conocido como Tamiya

Los conectores deans provienen del mundo de la computación y tienen bastante fama, algunas personas los consideran los mejores conectores, ya que pueden conducir bastante corriente sin limitar la potencia suministrada al vehículo. La desventaja es que son pequeños y algo difíciles de colocar y sacar, sobre todo si fueron calentados excesivamente al soldar los cables.

#### Aumentar tiempo de conducción y velocidad
En los modelos eléctricos es posible o construir conectores en serie o paralelo utilizando los conectores del párrafo anterior para unir dos baterías. Hay dos posibles conexiones:
- baterías en serie: usando un adaptador serie se logra que ambas baterías sumen su voltaje y se aumente la velocidad del vehículo
- baterías en paralelo: usando un adaptador paralelo se logra que ambas baterías sumen la corriente entregada por unidad de tiempo (los mAh) y se aumente el tiempo de conducción.

Advertencia: En el caso de conexión en serie se debe verificar si el variador acepta el voltaje total de la suma de los voltajes de ambas baterías. Si son ambas Lipos también debe corroborarse que el variador tenga protección de voltaje bajo para las lipos para el total de celdas que se conectaran.

### Cargador

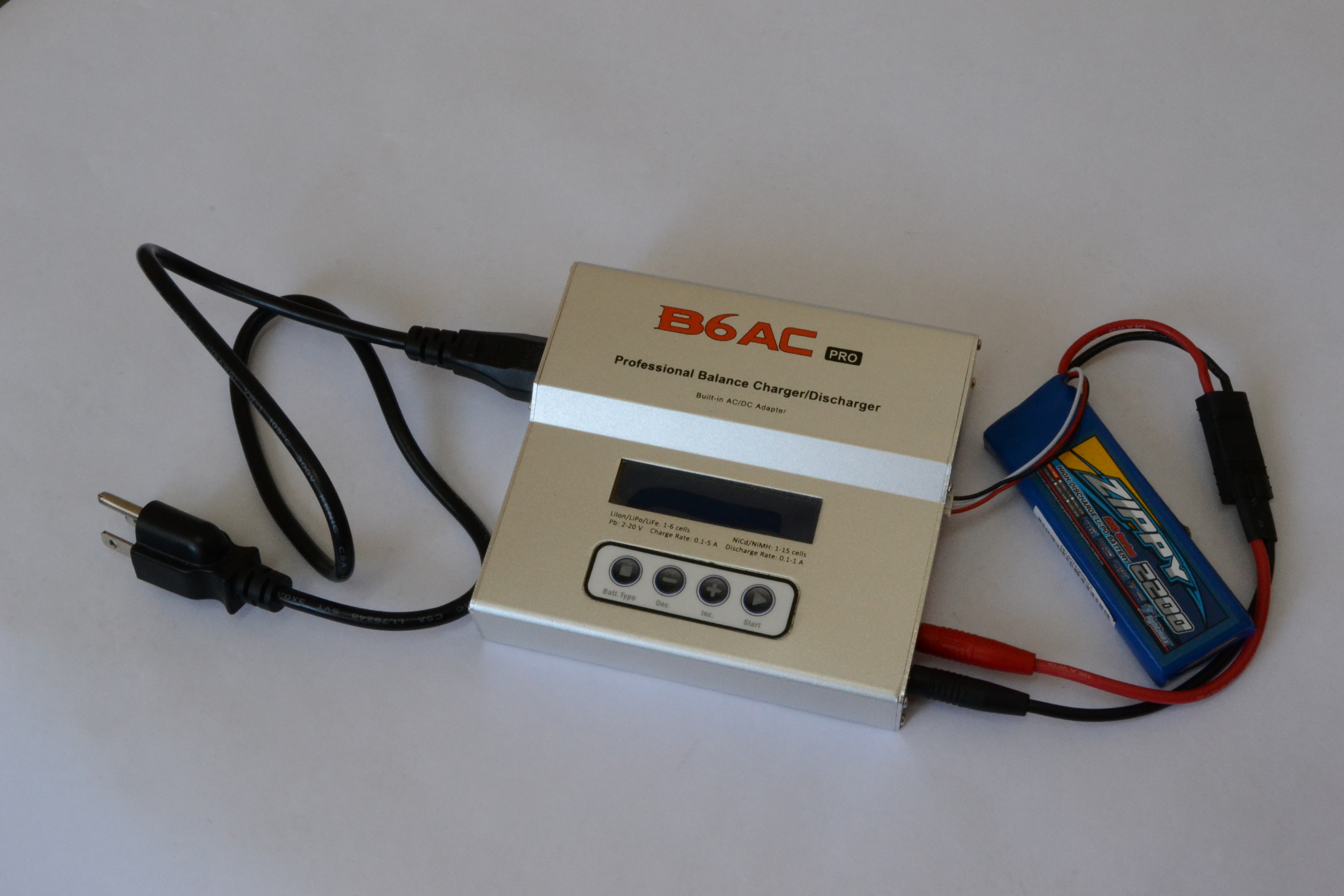
Cargador de baterías Lipo, NiMh, NiCd, LiFe y Pb

Es común a ambos tipos de coches eléctricos y a combustible.
El cargador es importante en autos eléctricos debido a que se necesitan al menos 4 pilas AA en la pistola, pero más importante es la batería o el par de baterías colocadas en el vehículo. Estas suelen durar desde 10 minutos hasta 45 minutos dependiendo de las características de manejo y los mAh totales que energizan al auto radiocontrol. Se necesitan cargadores especialmente diseñados para baterías LiPo.

### Calentador de Bujía (O chispometro)
Solamente presente en coches a combustión.
También llamado partidor, el calentador de bujías sirve para poner incandescente el filamento de la bujía en inglés: glow, para que el motor pueda arrancar. Este funciona con una batería de 1,25 a 1,50 voltios o una convencional AA.

### Bujías
Solamente presente en coches a combustión. Se denominan glow plugs en inglés

### Combustible
Solamente presente en coches a combustión. Es necesario para hacer mover el motor, es una bencina especialmente diseñada para este pasatiempo. Contienen nitrometano, aceite y metanol.
También existen en grandes escalas, motores que funcionan con gasolina 95 octanos.

### Carrocería

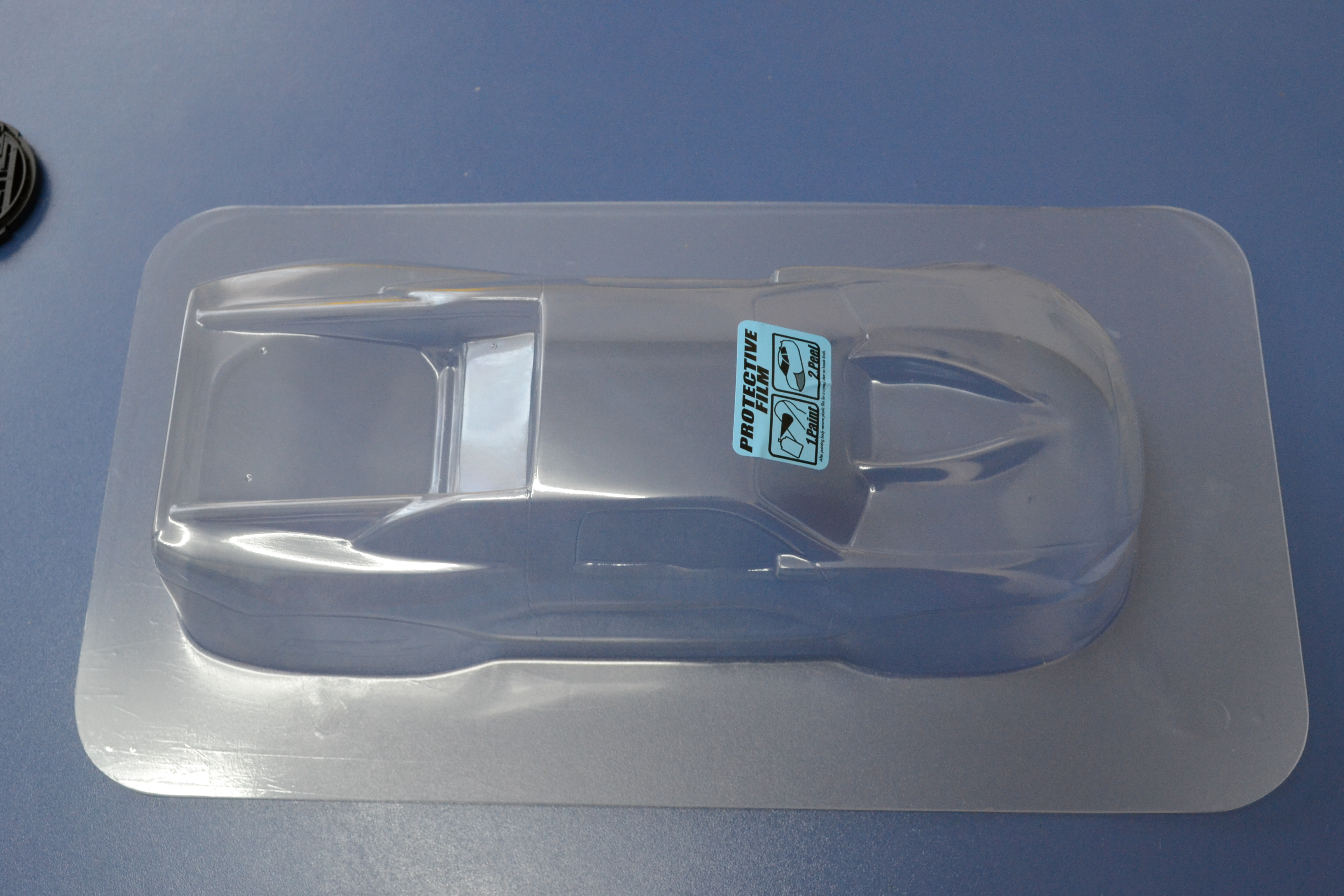
Lexan Body

Presente en ambos tipos de coche. En inglés se les llama Body . La carrocería es una cubierta transparente y delgada de aproximadamente 1,5 mm de espesor que puede sacarse y ponerse a voluntad con la forma del automóvil. Existen pinturas especialmente diseñadas para pintarlos, así como calcomanías. La pintura se realiza aplicando colores a la parte interior. Existen calcomanías interiores y exteriores.

### Ruedas
Las ruedas constan de tres partes esponja, llantas y neumáticos. Estos dos últimos van pegados con cianoacrilato para evitar que entre agua al interior y que se produzca una asimetría de giro en las ruedas.

#### Llanta
Es la estructura rígida que sostiene a los neumáticos y a la espuma o esponja que simula un determinado nivel de inflado de la rueda. Generalmente tienen forma de asterisco y son de plástico.

#### Neumáticos
Es la goma que está en contacto con la pista o el terreno. Existen de distintos tipos unos más blandos que otros, permitiendo adherencias distintas al suelo (algunas con un tipo de espuma dentro). Poseen diseños diferentes desde el liso completo para lograr máxima adherencia y tracción en pistas lisas hasta diseños de puntas o púas de goma para llegar a suelo firme en terrenos de tierra suelta. Existen neumáticos especiales para la nieve y la arena.
Sus características son:
- dureza: a menor agarre se necesita menor dureza. Si la pista es caliente debe elegirse una dureza mayor
- diseño: los diseños con puntas son para terrenos con tierra suelta.

El fenómeno de deformación del neumático a altas velocidades conocido como tire ballooning, debe evitarse ya que el coche pierde contacto con el suelo

#### Mousse
Se encuentra entre la llanta y el neumático. Su función es imitar la presión ejercida por el aire de las ruedas de los vehículos reales. Se pueden  distintos tipos de mousses más duras o ligeras.

## Mantenimiento eléctricos

### Amortiguadores
Los amortiguadores empiezan a eliminar la silicona interior y se debe abrir, botar la silicona vieja e ingresar una nueva con cuidado de que no quede ninguna burbuja. Después de esperar unos minutos para que posibles burbujas suban se debe golpear suavemente el amortiguador para que estas emerjan. Por último al estar seguros de que no quedó aire al interior se cierra el amortiguador.

### Diferenciales
Los diferenciales en un vehículo con tracción trasera, se encuentran al centro de las ruedas traseras y transmiten el torque necesario para hacer girar ambas ruedas traseras de manera tal que en las curvas una rueda gire más que la otra. Para ello internamente posee engranajes de distinto tipo. Cada cierto tiempo los diferenciales se deben desmontar, limpiar y rellenar con un aceite nuevo el cual tiene distintas densidades. si se coloca un aceite denso o muy denso será más sencillo hacer derrapes. En el caso de los vehículos 4x4 estos poseen dos unidades diferenciales una para las ruedas traseras y otra para las delanteras. El aceite será por lo general menos denso en las delanteras y más denso en las traseras, esto dependerá del efecto que se desee lograr durante la conducción.[cita requerida]

### Traba pernos
Siempre se debe usar traba pernos en aquellos pernos que unen dos piezas metálicas, esto se debe a que las vibraciones sueltan los pernos, los cuales se caerán con facilidad durante la marcha. Existen de dos tipos muy conocidos, independiente de la marca, el rojo y el azul. El rojo traba de forma permanente y se debe sacar aplicando calor con un soldador o similar en la cabeza del perno. El azul es no permanente y para destrabar basta destornillar como se hace habitualmente.[cita requerida]

## Historia
El primer modelo radio controlado data de los años de 1890. El primer todoterreno es de 1977.

## Automóviles teledirigidos en la actualidad
Últimamente y debido a los avances en el campo de la electrónica, se están extendiendo bastante los micro automóviles eléctricos. Son automóviles de escalas 1:28 o menores que son baratos de mantener y que proporcionan grandes dosis de entretenimiento. Suelen funcionar con cuatro pilas recargables tamaño AAA y se corre sobre moqueta o pista pintada de oxiron. Son los conocidos como Mini-Z de la marca Kyosho.
Los aficionados se reúnen en circuitos adecuados a las necesidades de sus automóviles, que suelen ser privados, realizados por asociaciones de automodelistas que alguna vez cuentan con ayuda de los ayuntamientos, pero que principalmente pagan el mantenimiento del circuito con las cuotas de los socios y aportaciones de patrocinadores privados.
Se organizan competiciones sociales (solo para socios del club), regionales, nacionales e internacionales. Últimamente, y debido al gran desembolso económico que supone participar en alguna competición, se han creado categorías inferiores para que participen pilotos con automóviles de serie y más baratos.

### Federaciones
- IFMAR. La federación internacional, organiza los Campeonatos del Mundo.

La federación internacional está formada por las federaciones de los distintos continentes, que son:
- EFRA en Europa
- FEMCA en Asia y Oceanía
- ROAR en América
- FAMAR en África
- APERCAR en Perú

Además existe una federación nacional en cada país, entre ellas están las siguientes:
- España: AECAR
- Panamá: APACAR